# Departamento universitário

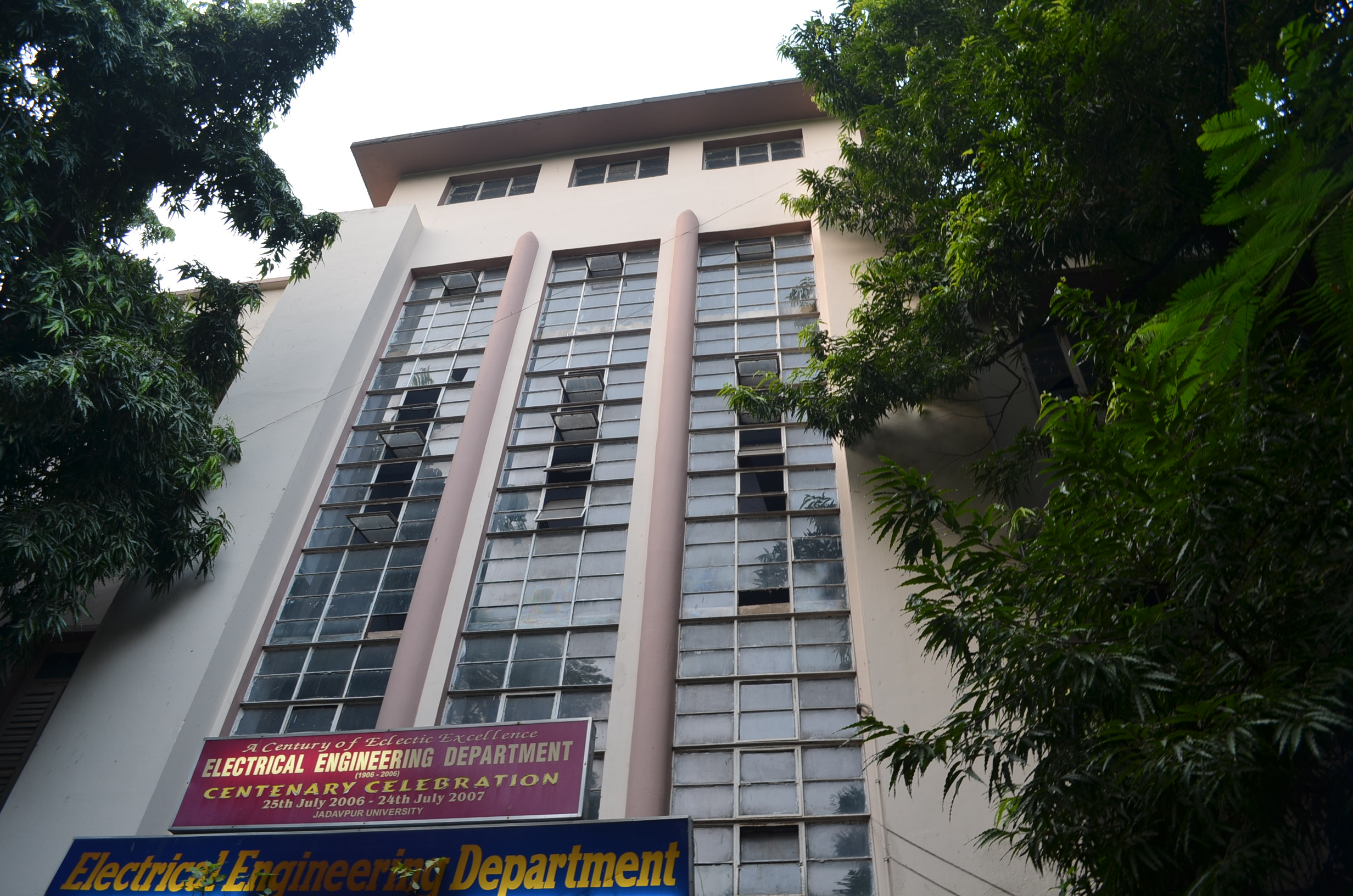
Departamento de Engenharia Elétrica da Universidade Jadavpur em Calcutá, Índia

Um departamento universitário é uma divisão do corpo docente de uma universidade ou escola dedicada a uma disciplina acadêmica específica.

## Disciplinas
A organização das faculdades em departamentos não é padronizada, mas a maioria das universidades dos EUA terá pelo menos departamentos de História, Física, Inglês (língua e literatura), Psicologia e assim por diante. Às vezes, as divisões são mais grosseiras: uma faculdade de artes liberais que não dá ênfase às ciências pode ter um único departamento de Ciências; uma universidade de engenharia pode ter um departamento de Língua e Literatura (em todas as línguas). Às vezes, as divisões podem ser mais refinadas: por exemplo, a Universidade Harvard tem departamentos separados de Biologia Organísmica e Evolutiva, Biologia Molecular e Celular e Química e Biologia Química. Algumas disciplinas são encontradas em departamentos diferentes em instituições diferentes: a bioquímica pode estar em biologia, em química ou em seu próprio departamento; a ciência da computação pode estar em matemática, matemática aplicada, engenharia elétrica ou em seu próprio departamento (o caso comum hoje em dia). Normalmente, "os departamentos refletem disciplinas, com as disciplinas representando áreas coerentes de pesquisa e bolsa de estudos." 

## Estrutura

### Cadeiras e corpo docente
"Os departamentos servem como estruturas administrativas." Os departamentos são geralmente presididos por um membro do departamento, que pode ser eleito pelo corpo docente do departamento, nomeado pelo reitor do corpo docente ou designado por simples rotação entre os docentes titulares. As funções, a importância e o poder do chefe de departamento variam amplamente entre as instituições e até mesmo entre os departamentos de uma mesma instituição.
As responsabilidades e temas de um líder ou chefe de departamento podem incluir: (pxix)
- Recrutamento e retenção
- Garantir boas relações internas e coordenação entre os funcionários
- Pesquisa
- Reforma educacional
- Confiança e colaboração

### Currículos
“Os programas [nos departamentos ou fora deles] refletem como as disciplinas (ou combinações de disciplinas) formam o currículo para ensinar suas disciplinas ou combinações/interseções de disciplinas.”
Os cursos pertencem a programas e geralmente são ministrados dentro de um departamento e, muitas vezes, recebem o nome do departamento, por exemplo, Física 230: Mecânica quântica.

### Estudantes de graduação
Os cursos de graduação ou programas de graduação geralmente são administrados por departamentos, embora também possa haver comitês interdisciplinares para assuntos que abrangem mais de um departamento.
Segundo Umbrach e Porter (2002), diversos aspectos dos departamentos acadêmicos podem afetar o desempenho dos alunos. Maiores proporções de alunas de graduação, bem como um foco mais profundo em pesquisa (medido pelo valor das bolsas por funcionário em tempo integral ) tendem a aumentar a satisfação dos alunos com suas áreas de estudo. (p226)As duas variáveis também tendem a aumentar a percepção dos alunos sobre o quanto suas habilidades se desenvolveram no geral. (p226)(Decompondo isso em desenvolvimento intelectual e pessoal, mais padrões aparecem. Intelectualmente, apenas o dinheiro das bolsas parece aumentar substancialmente o desenvolvimento de habilidades. (p227)Pessoalmente, a diversidade de género e o contacto dos estudantes com o corpo docente também são factores positivos; no entanto, a pontuação média no SAT pode ser um factor negativo. (p227))